# La Loi selon Bartoli
La Loi selon Bartoli est une série de trois téléfilms franco-belges de 90 minutes, créée par Hervé Korian et diffusés les 25 mars 2010, 3 mars 2011 et 30 octobre 2014 sur TF1.
Le premier épisode a aussi été diffusé en Belgique le 13 mars 2010 sur La Une et en Suisse le 19 mars 2010 sur RTS Un.
Cette fiction est une coproduction de Little Big, AT-Production, Be-FILMS et la RTBF (télévision belge), réalisée avec la participation de TF1.
Cette série se déroule dans la région d'Aix-en-Provence et est inspirée des grands faits divers qui ont défrayé les chroniques judiciaires françaises.

## Synopsis
Paul Lawrence Bartoli est un juge d'instruction en marge du système à Aix-en-Provence. Homme inattendu et efficace, il sait user de son charme quand cela est nécessaire. Sa particularité est qu’il se focalise plus sur la personnalité des gens que sur la preuve de leur culpabilité. La psychologie des criminels le fascine.

## Fiche technique
- Réalisateur : Laurence Katrian
- Scénario : Hervé Korian
- Sociétés de production : Little Big, AT-Production et la RTBF
- Pays de production :  France /  Belgique
- Musique : Xavier Berthelot
- Durée : 95 minutes

## Distribution

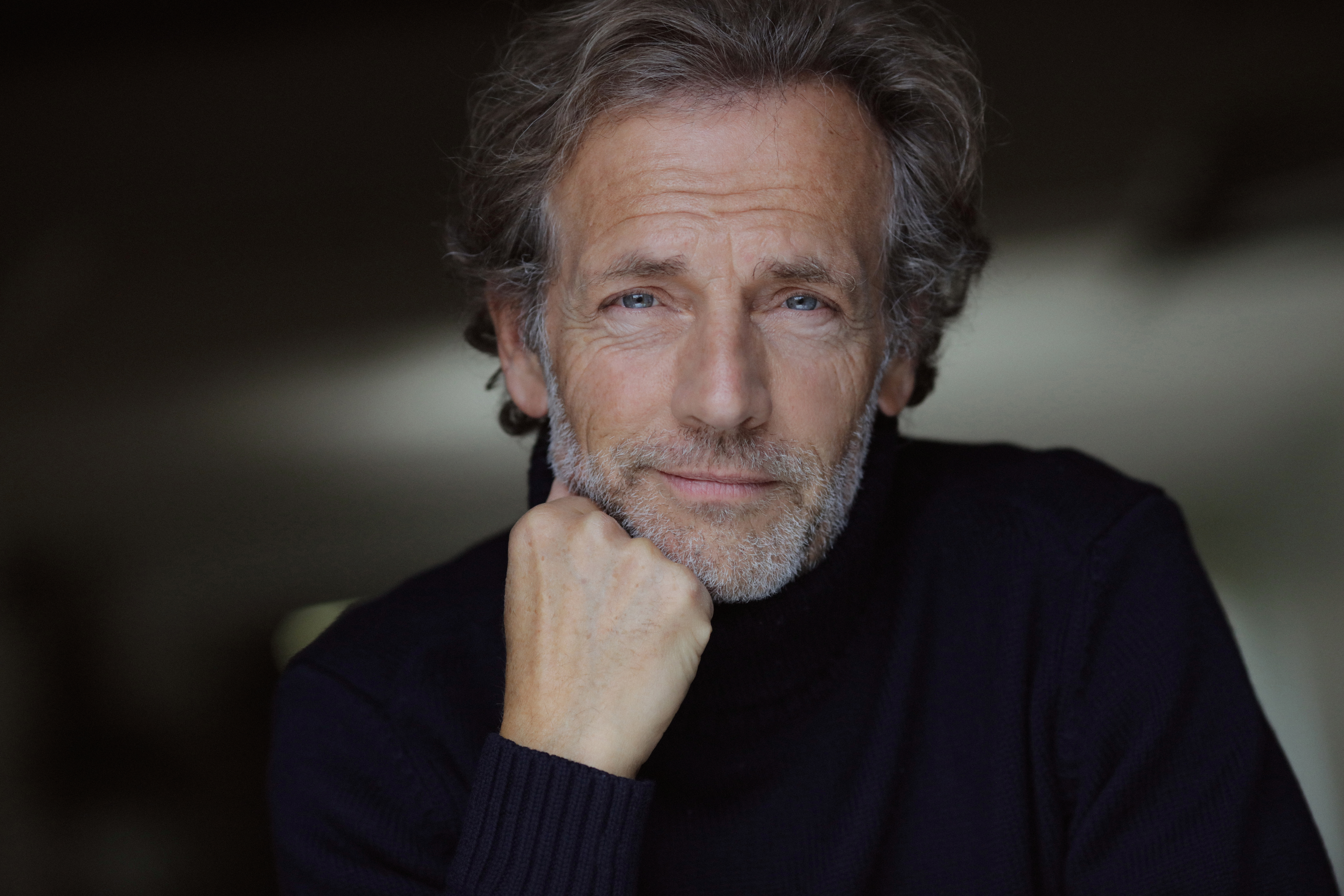
Stéphane Freiss, l'interprète du rôle-titre

- Stéphane Freiss : Paul Lawrence Bartoli
- Alexia Barlier : Nadia Martinez
- Philippe Bas : François Cappa
- Lionnel Astier : Jean-Marie Olmeta
- Sophie Le Tellier : Carole Marchant, la greffière
- Éric Naggar : Le procureur
- Jean-François Malet : Le gérant de l'hôtel
- Artus de Penguern : le docteur Raspail (épisode 1)
- Aurélien Recoing : Roland Verne (épisode 2)
- Alice Pol : Aline Juano (épisode 2)

## Épisodes
1. Pilote (25/03/2010) (6,7 millions (27,4 % de pda)[1])
2. Épisode 2 (03/03/2011) (6 millions (24 % de pda)[2])
3. Épisode 3 (30/10/2014)

## Commentaire
Le 21 mars 2011, la série est annulée.